# Fibroblast

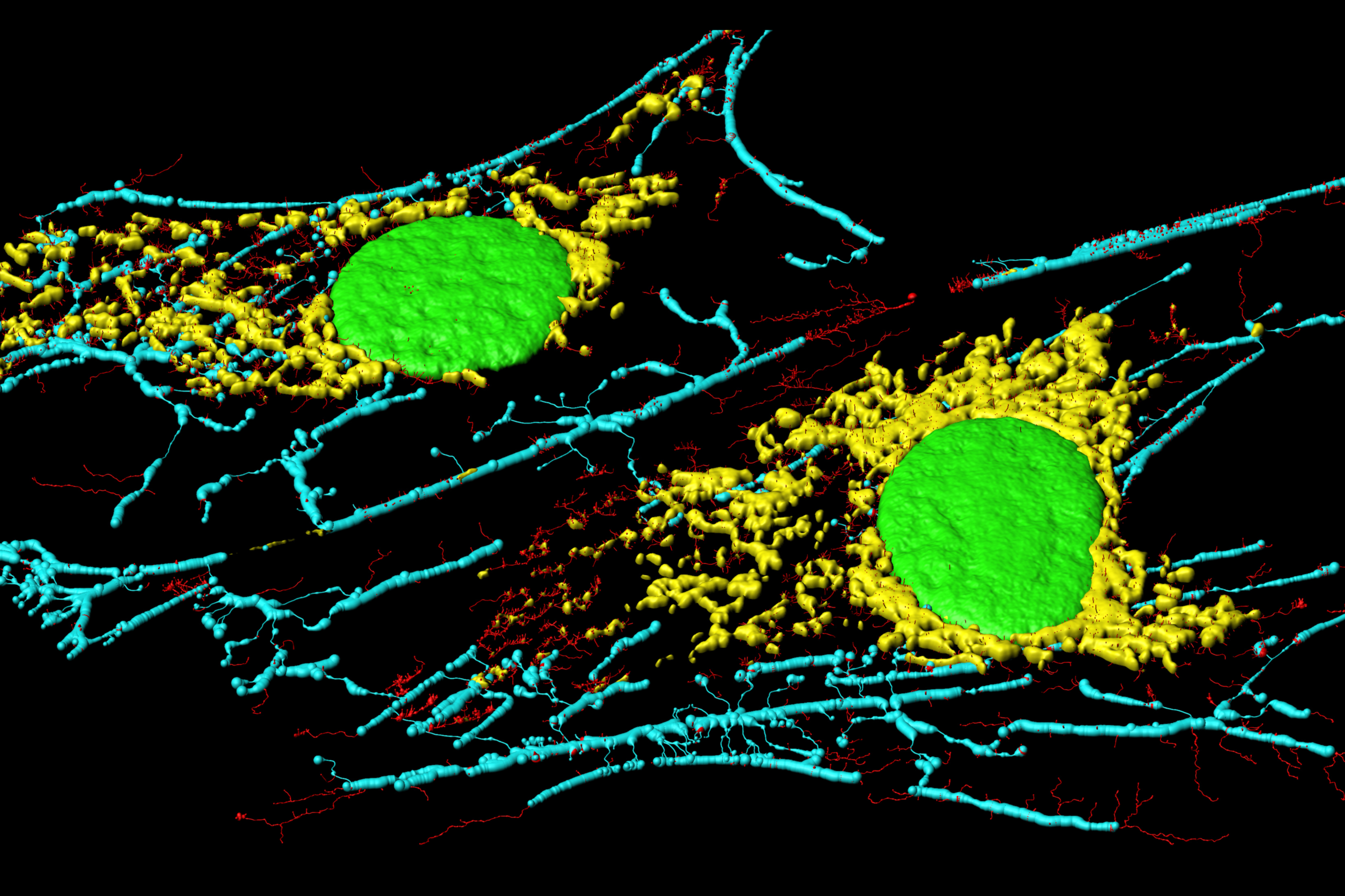
Twee fibroblasten met microfilamenten (blauw en rood), mitochondrion (geel) en kernen (groen)

De fibroblast is de belangrijkste cel van het bindweefsel. Fibroblasten zijn verantwoordelijk voor de synthese van de extracellulaire matrix: de cellen produceren het collageen (niet-elastische vezel die zorgt voor de stevigheid van het weefsel), de elastische en reticulaire vezels, de glycosaminoglycanen en de glycoproteïnen van de grondsubstantie (matrix). Fibroblasten spelen een belangrijke rol in wondgenezing.
De fibroblast bevat een groot ruw endoplasmatisch reticulum met vele plooien en inkepingen. Dit is immers nodig voor de voortdurende eiwitsynthese. Fibroblasten kunnen, in het collageen bindweefsel waarvan ze deel uitmaken,  soms uitgroeien tot chondrocyten (kraakbeencellen) en zo het bindweefsel naar fibreus kraakbeen laten evolueren. In de botten maken osteoblasten het collageen.

## Structuur

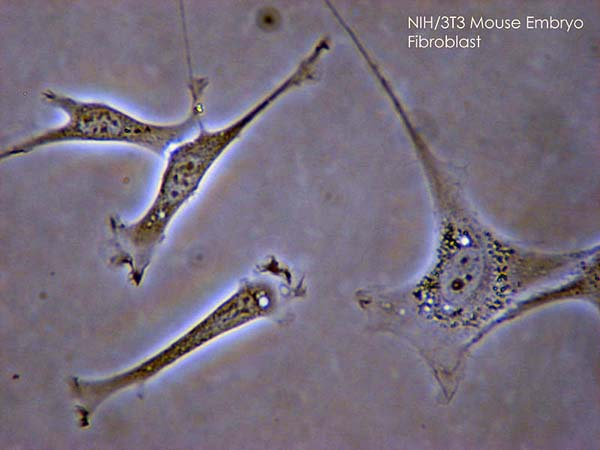
Fibroblasten van een muizenembryo in cultuur. Kenmerkend voor fibroblastcellen zijn de uitlopers (filopodia).

Fibroblasten zijn dynamische cellen en hebben een vertakt uiterlijk. In het cytoplasma ligt een korrelige kern met twee of meer nucleoli. Ze zijn relatief makkelijk in cultuur te houden en kunnen zich snel prolifereren. Actieve fibroblasten zijn te herkennen aan hun omvangrijke ruwe endoplasmatisch reticulum (rER). Inactieve fibroblasten, ook wel 'fibrocyten' genoemd, zijn kleiner en hebben minder rER. Hoewel fibroblasten zich in cultuur vaak uitspreiden over het oppervlak waarop ze groeien, kunnen ze in vivo dicht op elkaar gelegen zijn.
In tegenstelling tot de epitheelcellen vormen fibroblasten geen platte monolaag in levende weefsels. Ze vertonen geen polariserende hechting aan de basale lamina, hoewel ze in sommige situaties kunnen bijdragen aan componenten van de basale lamina. Fibroblasten zijn relatief contractiel en hebben een dynamisch cytoskelet waardoor ze langzaam door weefsels kunnen migreren, wederom in tegenstelling tot epitheelcellen. Fibroblasten en verwante bindweefselcellen vormen in belangrijke mate het 'grondweefsel' van een dierlijk lichaam.

## Functies
De belangrijke functie van de fibroblast in dierlijke weefsels is de aanleg en hermodellering van de extracellulaire matrix. Fibroblasten zijn verantwoordelijk voor de synthese van vrijwel alle componenten van de extracellulaire matrix: collageenvezels, ketens van glycosaminoglycanen, elastische vezels en reticulinevezels. Bij schade aan weefsels worden fibroblasten naar de beschadigde locatie gerekruteerd en daar aangezet tot de vorming van nieuwe matrixeiwitten of littekenweefsel.
Fibroblasten spelen ook een belangrijke rol in de aangeboren immuunrespons. Ze zijn onder meer betrokken bij het initiëren van ontstekingen wanneer vreemde micro-organismen het lichaam binnendringen. Hiervoor zijn fibroblasten uitgerust met patroonherkenningsreceptoren en kunnen de activiteit van aangeboren immuuncellen reguleren door de secretie van cytokinen. Fibroblasten zijn daarnaast een belangrijke component van tumoren, en spelen een rol in de ontwikkeling en verspreiding van kanker.
Uit onderzoek bij muizen blijkt dat fibroblasten in het zwellichaam van een penis een belangrijke rol spelen bij het tot stand komen van een erectie; het aantal fibroblasten neemt toe bij veel erecties en neemt af bij weinig erecties. Fibroblasten kunnen in het laboratorium geherprogrammeerd worden tot geïnduceerde pluripotente stamcellen.